# Orosí
L’Orosí est un stratovolcan du Costa Rica composé de quatre cônes imbriqués.